# Kotawaringin Barat
Kotawaringin Barat ist ein indonesischer Regierungsbezirk (Kabupaten) in der indonesischen Provinz Kalimantan Tengah. Mitte 2024 leben hier fast 290.000 Menschen. Der Regierungssitz des Kabupaten Kotawaringin Barat ist die Stadt Pangkalan Bun im Kecamatan Arut Selatan, die eigentlich aus sieben Kelurahan besteht.

## Geographie
Der Bezirk Kotawaringin Barat belegt mit 6,18 Prozent der Fläche Platz 8 in der Provinz, entsprechend Rang 22 unter allen 47 Bezirken der Insel Kalimantan (Quelle:).

### Lage
Kotawaringin Barat liegt im Südwesten der Provinz Kalimantan Tengah. Es grenzt im Westen an den Kabupaten Sukamara, im Nordwesten an Lamandau sowie im Osten an Seruyan. Im Süden stellt die ca. 240 km lange Küste der Javasee eine natürliche Grenze dar. Es erstreckt sich astronmisch zwischen 1° 28′ 59,4″ und 3° 31′ 32,7″ s. Br. sowie zwischen 111° 13′ 03,2″ und 112° 08′ 23,3″ ö. L. belegt.

## Verwaltungsgliederung
Der Bezirk gliedert sich in 6 Distrikte oder Unterbezirke (indonesisch Kecamatan) mit 94 Dörfern (indonesisch Desa) von denen 13 als Kelurahan städtisch geprägt sind. Eine weitere Unterteilung erfolgt in RW (Rukun Warga) und RT (Rukun Tetangga).
| Code 1)  | Kecamatan Distrikt      | Ibu Kota Verwaltungssitz | Fläche km² | Einw. Census 2010 2) | Volkszählung 2020 3) | Volkszählung 2020 3) | Volkszählung 2020 3) | Anzahl der Dörfer | Anzahl der Dörfer |
| Code 1)  | Kecamatan Distrikt      | Ibu Kota Verwaltungssitz | Fläche km² | Einw. Census 2010 2) | Einw. 3)             | 0Dichte 4)0          | Sex Ratio 5)         | Dörfer            | Kel. 6)           |
| -------- | ----------------------- | ------------------------ | ---------- | -------------------- | -------------------- | -------------------- | -------------------- | ----------------- | ----------------- |
| 62.01.01 | Kumai                   | Candi                    | 2.921      | 46.544               | 52.633               | 18,02                | 106,38               | 15                | 3                 |
| 62.01.02 | Arut Selatan            | Madurejo                 | 2.400      | 98.406               | 117.742              | 49,06                | 105,59               | 13                | 7                 |
| 62.01.03 | Kotawaringin Lama00     | Kotawaringin Hilir       | 1.218      | 16.796               | 19.138               | 15,71                | 111,87               | 15                | 2                 |
| 62.01.04 | Arut Utara              | Pangkut                  | 2.685      | 15.526               | 9.341                | 3,48                 | 131,5                | 10                | 1                 |
| 62.01.05 | Pangkalan Lada          | Pandu Sanjaya            | 229        | 27.934               | 34.164               | 149,19               | 107,36               | 11                | –0                |
| 62.01.06 | Pangkalan Banteng       | Karang Mulya             | 1.306      | 30.597               | 37.370               | 28,61                | 113,13               | 17                | –0                |
| 62.01    | Kab. Kotawaringin Barat | Kab. Kotawaringin Barat  | 10.759     | 235.803              | 270.388              | 25,13                | 108,23               | 81                | 13                |

## Geschichte
Im Jahr 1956 wurde mit dem Regierungsgesetz Nr. 25 die vierte Provinz auf der Insel Borneo geschaffen: Kalimantan Tengah. Sie bestand ursprünglich aus drei Kabupaten Barito, Kotawaringin und Kapuas. Die ersten beiden wurden im Laufe der Zeit aufgespalten in neue Kabupaten, nur Kapuas erfuhr erst 2002 seine ersten Grenzänderungen. Kotawaringin wurde 1959 in einen Ost- und Westbezirk geteilt.

Im Jahr 2002 gab der Kabupaten Kotawaringin Barat über die Hälfte seines Territoriums (51,2 %) und fast ein Drittel seiner Einwohnerschaft (2000: 76.815 von 246.002 = 31,23 %) an die beiden im Westen neu entstandenen Kabupaten Lamandau und Sukamara ab (mit jeweils 3 Kecamatan). Im Jahre 2003 wurden den verbliebenen 4 (von ursprünglich 10) Kecamatan 2 weitere hinzugefügt: Pangkalang Lada (7 Dörfer) und Pangkalang Banteng (8 Dörfer), beide vom Kecamatan Kumai abgetrennt.

## Demographie
Der bevölkerungsreichste Kabupaten der Provinz vereint 10,37 Prozent der Bevölkerung, damit belegt er den 3. Platz innerhalb der Provinz, entsprechend Platz 22 unter allen 47 Kabupaten der Insel Kalimantan. Die zweithöchste Bevölkerungsdichte von 30,1 Einwohnern je Quadratkilometer (hinter Kab. Baruto Timur) bedeutet Rang 22 unter allen Kabupaten der Insel (Angaben von Ende 2023:).
| Religion im Jahr 2024 | Religion im Jahr 2024 | Religion im Jahr 2024 | Religion im Jahr 2024 |
| Religion              | Anzahl                | Anteil (%)            |                       |
| --------------------- | --------------------- | --------------------- | --------------------- |
| Islam                 | 265.163               | 91,80                 |                       |
| Christen insg.        | 019.580               | 06,78                 |                       |
| Davon:                |                       |                       |                       |
| Protestanten          | 013.314               | 68,00                 |                       |
| Katholiken            | 006.266               | 32,00                 |                       |
|                       |                       |                       |                       |
| Hindus                | 003.265               | 01,13                 |                       |
| Buddhisten            | 000.796               | 00,28                 |                       |
| Konfuzionisten        | 0000.39               | 00,01                 |                       |

| Jahr | Gesamt- Bevölkerung | Männer  | %     | Frauen  | %     | Sex Ratio |
| 2010 | 235.803             | 124.799 | 52,93 | 111.004 | 47,07 | 112,43    |
| 2020 | 270.388             | 140.537 | 51,98 | 129.851 | 48,02 | 108,23    |
| 2024 | 288.850             | 148.450 | 51,39 | 140.400 | 48,61 | 105,73    |

### Soziale Daten 2020
| Merkmal                                                             | Kab. Kotawaringin Barat | 0Prov. Kalimantan Tengah0 |
| ------------------------------------------------------------------- | ----------------------- | ------------------------- |
| Bevölkerung unterhalb der Armutsgrenze (Tsd.)00                     | 11,46                   | 132,94                    |
| Anteil der „armen Bevölkerung“ (indonesisch Penduduk miskin) (%)000 | 03,59                   | 004,82                    |
| Arbeitslosenrate (%)                                                | 04,76                   | 004,58                    |
| Lebenserwartung bei der Geburt (Jahre)                              | 70,59                   | 069,74                    |
| HDI-Index                                                           | 72,87                   | 071,05                    |
| Analphabetenrate (in %, 15+ J.)                                     | 01,64                   | 000,80                    |
| Anteil der Altersgruppen                                            | 0Real0                  | 0Prozentual0              |
| Kinder (<15 J.)                                                     | 070.8290                | 26,20                     |
| arbeitsfähige Bevölkerung (15–64 J.)                                | 188.2340                | 69,62                     |
| Rentner und Pensionäre (>65 J.)                                     | 011.3250                | 04,19                     |

### Aktuelle Daten der Bevölkerungsfortschreibung
Nachfolgende Tabelle gibt den Einwohnerstand nach Geschlecht vom Jahresende 2022 und 2023 sowie zur Jahresmitte 2024 wieder. Er resultiert aus den Ergebnissen der Fortschreibung durch die örtlichen Zivilregistrierungsbüros (Disdukcapil, indonesisch Dinas Kependudukan dan Pencatatan Sipil). Der aktuelle Stand kann in einer interaktiven Karte abgerufen werden.
| Kecamatan                 | 12/2022 1) | 12/2022 1) | 12/2022 1) | 12/2023 2) | 12/2023 2) | 12/2023 2) | 06/2024 3) | 06/2024 3) | 06/2024 3) | 06/2024 3)    | 06/2024 3)       | 06/2024 3)   |
| Kecamatan                 | Gesamt     | Männer     | Frauen     | Gesamt     | Männer     | Frauen     | Gesamt     | Männer     | Frauen     | Fläche 4) km² | Dichte Einw./km² | Sex Ratio 5) |
| ------------------------- | ---------- | ---------- | ---------- | ---------- | ---------- | ---------- | ---------- | ---------- | ---------- | ------------- | ---------------- | ------------ |
| Kumai                     | 56.905     | 29.322     | 27.583     | 56.144     | 28.884     | 27.260     | 56.905     | 29.322     | 27.583     | 3.459,75      | 16,4             | 106,30       |
| Arut Selatan              | 124.917    | 63.493     | 61.424     | 123.706    | 62.894     | 60.812     | 124.917    | 63.493     | 61.424     | 2.078,43      | 60,1             | 103,37       |
| Kotawaringin Lama         | 21.097     | 10.909     | 10.188     | 20.622     | 10.641     | 9.981      | 21.097     | 10.909     | 10.188     | 1.088,87      | 19,4             | 107,08       |
| Arut Utara                | 9.215      | 4.899      | 4.316      | 9.139      | 4.854      | 4.285      | 9.215      | 4.899      | 4.316      | 1.838,61      | 5,0              | 113,51       |
| Pangkalan Lada            | 37.630     | 19.415     | 18.215     | 37.357     | 19.287     | 18.070     | 37.630     | 19.415     | 18.215     | 423,48        | 88,9             | 106,59       |
| Pangkalan Banteng         | 39.086     | 20.412     | 18.674     | 38.616     | 20.174     | 18.442     | 39.086     | 20.412     | 18.674     | 591,20        | 66,1             | 109,31       |
| Kab. Kotawaringin Barat00 | 288.850    | 148.450    | 140.400    | 285.584    | 146.734    | 138.850    | 288.850    | 148.450    | 140.400    | 9.480,34      | 30,5             | 105,73       |

## Verzeichnis der Kelurahan
Die nachfolgende Liste gibt den Einwohnerstand zur Jahresmitte 2024 für alle 13 Kelurahan im Bezirk Kotawaringin Barat wieder.
Flächenangaben wurden ausgelassen, da die Angaben der Quelle umstritten und nicht nachvollziehbar sind. Neben den Einwohnerzahlen sind auch deren Zugehörigkeiten zu den vier Kecamatan aufgeführt, ebenso die errechneten Ergebnisse des  Geschlechterverhältnisses (Sex Ratio). Als erste Spalte ist der Strukturcode des indonesischen Innenministeriums angegeben. Er gibt gleichfalls Aufschluss über die Zugehörigkeit der Dörfer zu den übergeordneten Verwaltungsebenen: Die ersten drei Zahlenpärchen werden durch Punkte getrennt und geben die Provinz, den Regierungsbezirk (Kabupaten) und den Distrikt (Kecamatan) an. Als letztes folgt nach einem weiteren Trennungspunkt der vierstellige „Dorfcode“ – wobei städtisch geprägte Kelurahan immer mit 1 und „normale“ (ländliche) Desa mit einer 2 beginnen. Die Statistikseiten von BPS (Badan Pusat Statistik) verwenden eine andere Nomenklatur, auf die hier nicht näher eingegangen werden soll, da sie nur bei den Volkszählungen Anwendung findet.
Wie bei vorstehender Tabelle entstammen alle Daten der Fortschreibung durch die örtlichen Zivilregistrierungsbüros (Disdukcapil).
| Struktur- code | Kecamatan           | Kelurahan           | Bevölkerung zur Jahresmitte 2024 | Bevölkerung zur Jahresmitte 2024 | Bevölkerung zur Jahresmitte 2024 | Bevölkerung zur Jahresmitte 2024 |
| Struktur- code | Kecamatan           | Kelurahan           | Gesamt                           | männlich                         | weiblich                         | Sex Ratio                        |
| -------------- | ------------------- | ------------------- | -------------------------------- | -------------------------------- | -------------------------------- | -------------------------------- |
| 62.01.01.1011  | Kumai               | Candi               | 4.647                            | 2.376                            | 2.271                            | 104,62                           |
| 62.01.01.1012  | Kumai               | Kumai Hulu          | 7.706                            | 3.885                            | 3.821                            | 101,67                           |
| 62.01.01.1013  | Kumai               | Kumai Hilir         | 8.707                            | 4.449                            | 4.258                            | 104,49                           |
| 62.01.02.1002  | Arut Selatan        | Mendawai Seberang00 | 2.321                            | 1.211                            | 1.110                            | 109,10                           |
| 62.01.02.1003  | Arut Selatan        | Mendawai            | 12.715                           | 6.443                            | 6.272                            | 102,73                           |
| 62.01.02.1005  | Arut Selatan        | Madurejo            | 23.995                           | 12.176                           | 11.819                           | 103,02                           |
| 62.01.02.1006  | Arut Selatan        | Sidorejo            | 18.705                           | 9.402                            | 9.303                            | 101,06                           |
| 62.01.02.1007  | Arut Selatan        | Raja                | 6.644                            | 3.291                            | 3.353                            | 98,15                            |
| 62.01.02.1008  | Arut Selatan        | Raja Seberang       | 2.567                            | 1.361                            | 1.206                            | 112,85                           |
| 62.01.02.1009  | Arut Selatan        | Baru                | 25.384                           | 12.911                           | 12.473                           | 103,51                           |
| 62.01.03.1007  | Kotawaringin Lama00 | Kotawaringin Hulu   | 2.171                            | 1.111                            | 1.060                            | 104,81                           |
| 62.01.03.1008  | Kotawaringin Lama00 | Kotawaringin Hilir  | 3.700                            | 1.907                            | 1.793                            | 106,36                           |
| 62.01.04.1002  | Arut Utara          | Pangkut             | 4.195                            | 2.252                            | 1.943                            | 115,90                           |